# 土居通次

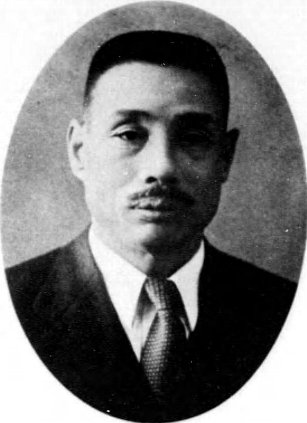
土居通次

土居 通次（どい みちつぐ、1884年（明治17年）12月22日 - 1952年（昭和27年）1月23日）は、日本の内務・警察官僚、政治家。官選徳島県知事、室蘭市長。

## 経歴
堺県堺区（現・大阪府堺市堺区）で土居栄十郎の長男として生まれる。その後、北海道に移り、北海道庁立札幌中学校を卒業。第二高等学校文科を経て、1912年（明治45年）、東京帝国大学法科大学法律学科 (独法)（現・東京大学法学部）を卒業。1913年（大正2年）11月、文官高等試験に合格。内務省に入省し宮城県属となる。
以後、宮城県柴田郡長、同遠田郡長、同牡鹿郡長、茨城県理事官、高知県警察部長、熊本県警察部長、佐賀県警察部長、島根県書記官・内務部長、群馬県書記官・内務部長、福井県書記官・内務部長、滋賀県書記官・内務部長などを歴任。
1929年（昭和4年）7月、徳島県知事に就任。徳島・小松島間の産業道路の完成、銅山川分水問題の解決などに尽力。1931年12月18日、知事を休職となる。1933年（昭和8年）12月9日に依願免本官となり退官した。
その後、北海道に戻り、小樽市助役を務め、1938年（昭和13年）2月、室蘭市長に就任する。
市長就任当時は日中戦争により、室蘭にある日本製鋼所や日本製鐵が事業を拡大、太平洋(外洋)と日鐵埠頭を結ぶ運河の開削を臨時港湾委員会に対し提案したが、財政などその他の理由で断念、代わりに輪西、中島、知利別地区の都市計画を進め、住宅地として整備された。このほか、道の第二拓計埠頭の建設、官立室蘭高等工業学校(現・室蘭工業大学)の誘致、市立室蘭家政高等女学校の開校など多くの業績を残した。しかし、その一方で戦争は激化、市政末期には軍部や道の市政への干渉が強まり、市会の一部の議員から土居を解任して助役を市長に推すなど、機能が麻痺するようになり、土居は助役を解任したうえで自らも道に辞表を提出した。
戦後、公職追放となり、1952年（昭和27年）1月23日に死去。満67歳没。

## 逸話
- 1905年（明治38年）に大久保偵次らと北海道学生会を創設している[8]。
- 徳島の郷土料理たらいうどん命名のきっかけを作ったされる[9]。